# Augustus De Morgan
Augustus De Morgan (27. června 1806, Madurai, Indie – 18. března 1871, Londýn) byl britský matematik, který představil formální verze zákonů v klasické výrokové logice.
De Morganův zápis byl ovlivněn algebraickou logikou vymyšlenou Georgem Boolem, který se později přihlásil o část zásluh na těchto logických zákonech. Ačkoliv byla podobná pozorování zapsána již Aristotelem a byla známa už ve starém Řecku a ve středověku, De Morgan jim dodal klasickou formu a zavedl tím matematickou řeč do matematické logiky. De Morganovy zákony jsou lehce dokazatelné a mohou se jevit triviálními. Nicméně, tyto zákony jsou užitečné pro důkazy platnosti závěrů a pro deduktivní úlohy.